# Котидальная линия

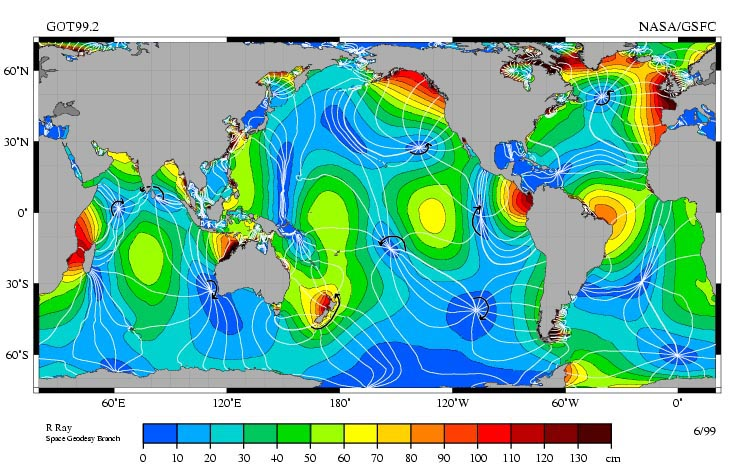
Котидальные линии с фазовым интервалом 30° отмечены белым цветом.

Котидальная линия — изолиния на котидальной карте поверхности Мирового океана, образованная геометрическим местом точек с одинаковыми фазами прилива. Каждая котидальная линия носит обозначение соответствующего ей часа лунного времени по Гринвичу, который называется котидальным и соответствует числу лунных часов (1 лунный час = 1 час 2 минуты среднего солнечного времени), истёкших от момента кульминации Луны в Гринвиче до наступления полной воды.
Как правило, котидальная линия отражает скорость перемещения приливной волны за котидальный час (то есть — час лунного времени для данной котидальной линии), давая таким образом характеристику положения гребня прилива. Точки, в которой сходятся котидальные линии называются амфидромическими.